# احمد نجیب الشابی
احمد نجیب الشابی (عربی: أحمد نجيب الشابي)؛ (زاده: ۳۰ ژوئیه ۱۹۴۴) یک وکیل و سیاستمدار تونسی است. وی متأهل و ۵ فرزند دارد.
در سال ۱۹۶۴ لیسانس علوم گرفت و سپس به فرانسه رفت و درس پزشکی خواند ولی دو سال بعد به دلیل فعالیت‌های سیاسی وارد دانشکده قانون شد.
در سال ۱۹۶۸ تحصیل را به دلیل فعالیت‌های سیاسی و دستگیری و محکومیت به ۱۱سال زندان که ۲ سال آن را گذراند ترک کرد، سپس در سال ۱۹۷۱سال دوم حقوق را با موفقیت در الجزایر به اتمام رساند و پناهندگی سیاسی گرفت. سپس درس را کنار گذاشت و وارد فعالیت سیاسی شد. در سال ۱۹۸۱مجدد دنبال درس رفت و در سال۱۹۸۳ درس حقوق را به اتمام رساند و در سال ۱۹۸۴ حرفه وکالت را شروع کرد.

## فعالیت‌های سیاسی
احمد نجیب به عنوان یک جوان شروع به فعالیت کرد و در شکل‌گیری اولین هسته‌های بعث در تونس شرکت داشت. بعد از فعالیت‌های دانشجویی در سال ۱۹۶۸ دستگیر و به ۱۱سال زندان محکوم شد که ۲سال آن را گذراند سپس به شمال غرب تبعید شد.
در ابتدی دهه هفتاد به سازمان کارگر تونسی پیوست و فعال‌ترین عضو این سازمان در خارج بود. بعد از دستگیری گروهی از رهبران سازمانش وی در ۲۷ دسامبر۱۹۷۷ به صورت مخفی به تونس برگشت این در حالی بود که غیاباً به ۲۱سال زندان محکوم شده بود.
در سال ۱۹۸۱ تصمیم گرفت که مبارزه علنی را شروع کند و حزب تجمع سوسیالیستی پیشرفته را تأسیس کرد و در سال ۱۹۸۳ اجازه رسمی آن را گرفت و در سال ۱۹۸۴ روزنامه (الموقف) را تأسیس کرد. در سال ۱۹۹۱ با طرح امنیتی رژیم بن علی برای حل مسائل سیاسی مخالفت کرد. در سال ۲۰۰۴ و سال ۲۰۰۹ کاندیدای ریاست جمهوری شد. در سال ۲۰۰۵ در اعتراض به محدود کردن آزادیها همراه با هفت تن از مبارزان دست به اعتصاب غذای یک‌ماهه زد.
در تأسیس گروه ۱۸ اکتبر حقوق و آزادیها که بخش زیادی از اپوزیسیون تونس را متحد کرد شرکت داشت. در اولین دولت وزیر رشد محلی شد.

## مولفات
- قیام الحوض المنجمی سال ۲۰۰۸
- موضوع توفیق بن بریک سال ۲۰۰۹
- موضوع زهیر مخلوف سال ۲۰۱۰